# 바이오다인
바이오다인(Biodyne Co. Ltd.)는 대한민국의 암 진단을 위한 PATHPLORE RLBC System 검사 장비 및 시약을 개발, 생산하는 제조하는 기업이다. 본사는 서울 성동구 아차산로5길 24-4에 위치해 있으며 대표이사는 임욱빈이다

## 상장
2021년 3월 17일에 주관사를 대신증권으로 공모가 30,000원(공모가 희망밴드 2만 2,500원~2만 8,700원)에 코스닥 시장에 상장하였다.

## 참고문헌
1. ↑  바이오다인, 신제품으로 내년부터 본격 매출 자신···출시 시기는, 시사저널, 2023년 9월 6일
2. ↑  4거래일 연속 상승세 ‘바이오다인’, 경쟁력은?, 바이오타임즈, 2021년 3월 22일
3. ↑  임욱빈 바이오다인 대표 "바이오다인, 조기 암 진단…3조원 세계시장 공략할 것", 한국경제, 2023년 12월 18일